# Островани
Островани (словац. Ostrovany) — село в Словаччині, Сабинівському окрузі Пряшівського краю. Розташоване в північно-східній частині Словаччини в Шариській долині біля Ториси.
Уперше згадується у 1248 році.
У селі є римо—католицький костел з 1530 року.

## Населення
| Рік:            | 1994. | 2004.    | 2014.    | 2024.    |
| --------------- | ----- | -------- | -------- | -------- |
| Кількість осіб: | 1229  | 1620     | 1975     | 2511     |
| Різниця:        |       | +31,81 % | +21,91 % | +27,13 % |

| Рік:            | 2023. | 2024.   |
| --------------- | ----- | ------- |
| Кількість осіб: | 2462  | 2511    |
| Різниця:        |       | +1,99 % |

У селі проживає 1840 осіб.
Національний склад населення (за даними останнього перепису населення — 2001 року):
- словаки — 52,60 %,
- цигани — 43,93 %,
- угорці — 0,47 %,
- чехи — 0,07 %,
- українці — 0,07 %.

Склад населення за приналежністю до релігії станом на 2001 рік:
- римо-католики — 95,07 %,
- греко-католики — 0,47 %,
- не вважають себе вірянами або не належать до жодної вищезгаданої конфесії — 4,46 %.